# آذرتاش آذرنوش
آذرتاش آذرنوش (۲۹ بهمن ۱۳۱۶ – ۱۵ مهر ۱۴۰۰) مؤلف و محقق در زبان و ادبیات عرب، مدیر بخش ادبیات عرب در مرکز دائرةالمعارف بزرگ اسلامی و استاد دانشکدهٔ الهیات و معارف اسلامی دانشگاه تهران، و همچنین پیشکسوت ورزش چوگان بود. وی چهره ماندگار ادبیات عرب در همایش چهره‌های ماندگار بود. وی در پانزدهم مهر ۱۴۰۰ در سن ۸۴ سالگی درگذشت.

## زندگی
آذرتاش آذرنوش در ۲۹ بهمن ۱۳۱۶ در شهر قم زاده شد، تحصیلات ابتدایی را در اهواز و دورهٔ دبیرستان را در تهران به پایان برد. وی در رشتهٔ ادبیات عرب دانشکدهٔ معقول و منقول دانشگاه تهران دانش‌آموخته شد. دورهٔ دکتری ادبیات عرب را از کشور فرانسه گرفت. از نخستین رسالهٔ دکتری خود «تحقیق و ترجمهٔ بخشی از کتاب طبقات الشعرای ابن معتز» دفاع کرد. سپس در رشتهٔ ادبیات عرب به نگاشتن رسالهٔ دیگری با تصحیح کتاب «خریدةالقصر عمادالدین اصفهانی» پرداخت. او پس از گرفتن دومین دکتری خود به ایران بازگشت و در «بنیاد فرهنگ ایران» و پژوهش در باب واژه‌های فارسی معرب، مشغول و در دانشکدهٔ معقول و منقول که آن هنگام به «الهیات و معارف اسلامی» تغییر نام داده بود؛ به سال ۱۳۴۶ استخدام شد. وی گروه عربی دانشکده یادشده را سامان بخشید و سپس به معاونت دانشکده برگزیده شد، بعد از آن به‌منظور پژوهیدن و آموختن زبان آرامی به دانشگاه کمبریج انگلستان رفت. او نخستین ایرانی بود که در ادبیات عرب دکتری گرفته است. آذرنوش در بازگشت به ایران به امر آموزش زبان عربی همت گماشت، او با توجه به ساختار زبان‌های هند و اروپایی به‌خصوص زبان مادری خود فارسی، و با گوشه‌چشمی به علم زبان‌شناسی به تدوین کتاب «آموزش عربی» با شیوه‌ها و ساختارهای دستوریِ تازه دست زد. از سال ۱۳۶۴ مدیریت بخش ادبیات عرب را در مرکز دائرةالمعارف بزرگ اسلامی به‌عهده گرفت و در گذر ده سال، افزون بر تألیفات شخصی، بیش از ۲۰۰ مقاله نگاشت و صدها مقاله را نیز ویراست. او تا هنگام درگذشت علاوه بر کار استادی در دانشکدهٔ ادبیات (و گاه در دانشگاه امام صادق، تربیت مدرس) و مدیریت بخش عربی در دائرةالمعارف، سردبیر مجلهٔ مقالات و بررسی‌ها و نیز مدیر بخش عربی در دانشکدهٔ الهیات نیز بود. وی چهره ماندگار ادبیات عرب در همایش چهره‌های ماندگار بود. مؤسسه خانه کتاب نیز برای وی بزرگداشتی برگزار کرد.
استاد آذرنوش همچنین از پیشکسوتان چوگان ایران و نویسنده نخستین کتاب تاریخ چوگان ایران به نام «تاریخ چوگان در ایران و سرزمین‌های عربی» است. وی در ۱۵ مهرماه ۱۴۰۰ در ۸۴ سالگی درگذشت. شماری از مجامع علمی ایران، با ارسال پیام‌هایی درگذشت وی را به خانواده‌اش و جامعهٔ علمی کشور تسلیت گفتند.
در خرداد ۱۴۰۳، کتابخانۀ شخصی آذرنوش توسط خانواده‌اش به مرکز دائرة‌المعارف بزرگ اسلامی اهدا شد که به‌صورت مستقل و به نام او نگاه‌داری خواهد شد. این کتابخانه حاوی ۴۶۴٨ جلد کتاب و نشریه و هم‌چنین فیش‌ها و یادداشت‌های تحقیقی اوست.

## سوابق علمی و اجرایی
- عضور شورای علمی دائرةالمعارف بزرگ اسلامی: از ۱۳۶۴ تا زمان مرگ
- مدیر گروه ادبیات عرب مرکز دائرةالمعارف بزرگ اسلامی: از ۱۳۶۴ تا زمان مرگ
- نخستین مدیر گروه ادبیات عرب دانشگاه تهران: ۱۳۴۶
- معاونت دانشکدهٔ الهیات و معارف دانشگاه تهران: ۱۳۴۷
- مدیر گروه ادبیات عرب در دانشگاه الهیات[۱۱]

## آثار
- فتوح البلدان - ۱۳۴۶
- النحوالتجریبی - ۱۳۴۹
- خریدةالقصر و جریدةالعصر ۲–۱۳۵۰
- خریدةالقصر و جریدةالعصر ۳–۱۳۵۱
- راه‌های نفوذ فارسی در فرهنگ و زبان عرب جاهلی، ۱۳۵۴ (چاپ دوم ۱۳۷۴)
- ترجمهٔ تاریخ ادبیات عرب (مؤسسهٔ مطالعات و تحقیقات فرهنگی، ۱۳۶۳)
- ترجمهٔ تاریخ ادبیات عرب (عبدالجلیل) (امیرکبیر، ۱۳۶۳)
- مقدمهٔ بر الشعر والشعراء ابن قتیبه (تهران، ۱۳۶۳)
- فرهنگ مصطلحات (مجمع اللغات) (دفتر نشر فرهنگ اسلام ۱۳۶۳)
- آموزش زبان عربی ۱–۱۳۶۶
- آموزش زبان عربی ۲–۱۳۶۷
- تاریخ ترجمه از عربی به فارسی، ترجمه‌های قرآن (انتشارات سروش، ۱۳۷۵)
- ترجمهٔ موسیقی الکبیر فارابی (مؤسسه مطالعات و پژوهش فرهنگی، ۱۳۷۵)، برندهٔ شانزدهمین دورهٔ جایزهٔ کتاب سال[۱۲]
- اطلس تاریخ الاسلام، حسین مؤنس، (سازمان جغرافیایی ارتش، ۱۳۷۵)
- تاریخ زبان و فرهنگ عربی (سمت، ۱۳۷۷)
- فرهنگ معاصر عربی به فارسی (۱۳۷۹)
- فرهنگ معاصر عربی به فارسی (ویراست دوم نشر نی ۱۳۹۱)
- چالش میان فارسی و عربی سده‌های نخست (نشر نی، ۱۳۸۵)[۱۳]
- تاریخ چوگان در ایران و سرزمین‌های عربی

## مقالات
همچنین وی افزون بر نوشتن برخی از مقالات دائرةالمعارف بزرگ اسلامی، مقاله‌های زیاد دیگری را از سال ۱۳۴۹ تا پایان عمرش به تألیف رسانده است.